# Diplotaxis varia
Diplotaxis varia är en korsblommig växtart som beskrevs av Rustan. Diplotaxis varia ingår i släktet mursenaper, och familjen korsblommiga växter. Inga underarter finns listade i Catalogue of Life.